# Платонова, Ирина Дмитриевна
Ирина Дмитриевна Платонова (род. 22 июня 1987) — российская шашистка. Серебряный призёр Чемпионата Европы (2010- блиц). Дважды чемпионка России среди женщин (2003, 2013). Среди девушек выигрывала чемпионаты Мира (2003), Европы, России. Звание — мастер ФМЖД. 
Тренеры: Кычкин Николай Николаевич, Бырдыннырова Мария Никитична.